# Hans Rhodin
Hans Daniel Gustaf Rhodin, född 8 oktober 1854 i Hjo, död 11 mars 1932 i Stockholm, var en svensk ämbetsman. Han var svärfar till Gustaf Grefberg.
Rhodin blev student vid Uppsala universitet 1874 och avlade juris kandidatexamen 1880. Han blev vice häradshövding 1881, auditör vid Smålands grenadjärbataljon 1885, fiskal i Göta hovrätt 1886 och assessor där 1888. Han blev konstituerad revisionssekreterare 1892 och följande år ordinarie. Rhodin utnämndes 1899 till lantmäteridirektör samt 1908 till överdirektör och chef för Lantmäteristyrelsen, blev 1920 generaldirektör där och tog avsked 1922.
Rhodin var 1906–1916 ordförande i Stockholms stads triangelmätningsnämnd. Han var ledamot av flera kommittéer (angående skiftesstadgan 1904, jordregister 1906, fastighetsregister 1908, lantmäteriundervisningen samma år). Han utgav Förarbetena till stadgan om skiftesverket i riket 9 juni 1866 (1902). Hans Rhodin är begravd på Norra begravningsplatsen utanför Stockholm.